# Abdul-Wahab Abu Al-Hail
Abdul-Wahab Abu Al-Hail (Bagdá, 21 de setembro de 1976) é um treinador e ex-futebolista profissional iraquiano, meia-central.

## Carreira
Saad Attiya integrou o elenco da Seleção Iraquiana de Futebol, nas Olimpíadas de 2004. Foi capitão da Seleção Iraniana de Futebol nos Jogos Olímpicos de Verão de 2004